# Nilea nigrolineata
Nilea nigrolineata là một loài ruồi trong họ Tachinidae.